# Argyreia onilahiensis
Argyreia onilahiensis är en vindeväxtart som beskrevs av T. Deroin. Argyreia onilahiensis ingår i släktet Argyreia och familjen vindeväxter. Inga underarter finns listade i Catalogue of Life.